# Трансформърс: Възходът на зверовете
„Трансформърс: Възходът на зверовете“ (на английски: Transformers: Rise of the Beasts) е американски научнофантастичен екшън филм от 2023 година, базиран на едноименната линия от играчки. Той е седмият филм от игралната поредица „Трансформърс“ и е самостоятелно продължение на „Бъмбълби“ (2018). Режисьор е Стивън Капъл младши, сценарият е на Джоби Харолд, Дарнъл Мейтайър, Джош Питърс, Ерих Хоебер и Джон Хоебер, във филма участват Антъни Рамос, Доминик Фишбек, Луна Лорен Велез и Тобе Нуигве, и озвучаващия състав се състои от Питър Кълън, Рон Пърлман и Питър Динклидж.
Премиерата на филма се състои в Marina Bay Sands на 27 май 2023 г., и излиза по кината на 9 юни 2023 г. от „Парамаунт Пикчърс“.

## Актьорски състав

### Хора
- Антъни Рамос – Ноа Диаз[7][8]
- Доминик Фишбек – Елена Уолъс[7]
- Луна Лорен Велез – майка на Ноа[9]
- Тобе Нуигве – Рийк, компаньон на Ноа и Елена[10][11]

### Трансформърс
- Питър Кълън – Оптимус Прайм
- Рон Пърлман – Оптимус Праймъл[1]
- Питър Динклидж – Скърдж
- Пийт Дейвидсън – Мираж
- Лиза Коши – Арси
- Кристо Фернандез – Уийлджак
- Джон Димаджо – Стратосфийр / Транзит
- Мишел Йео – Айразор

## Снимачен процес
Снимките започват на 7 юни 2021 г. в Лос Анджелис и приключват на 20 октомври.